# Bartensleben (Adelsgeschlecht)

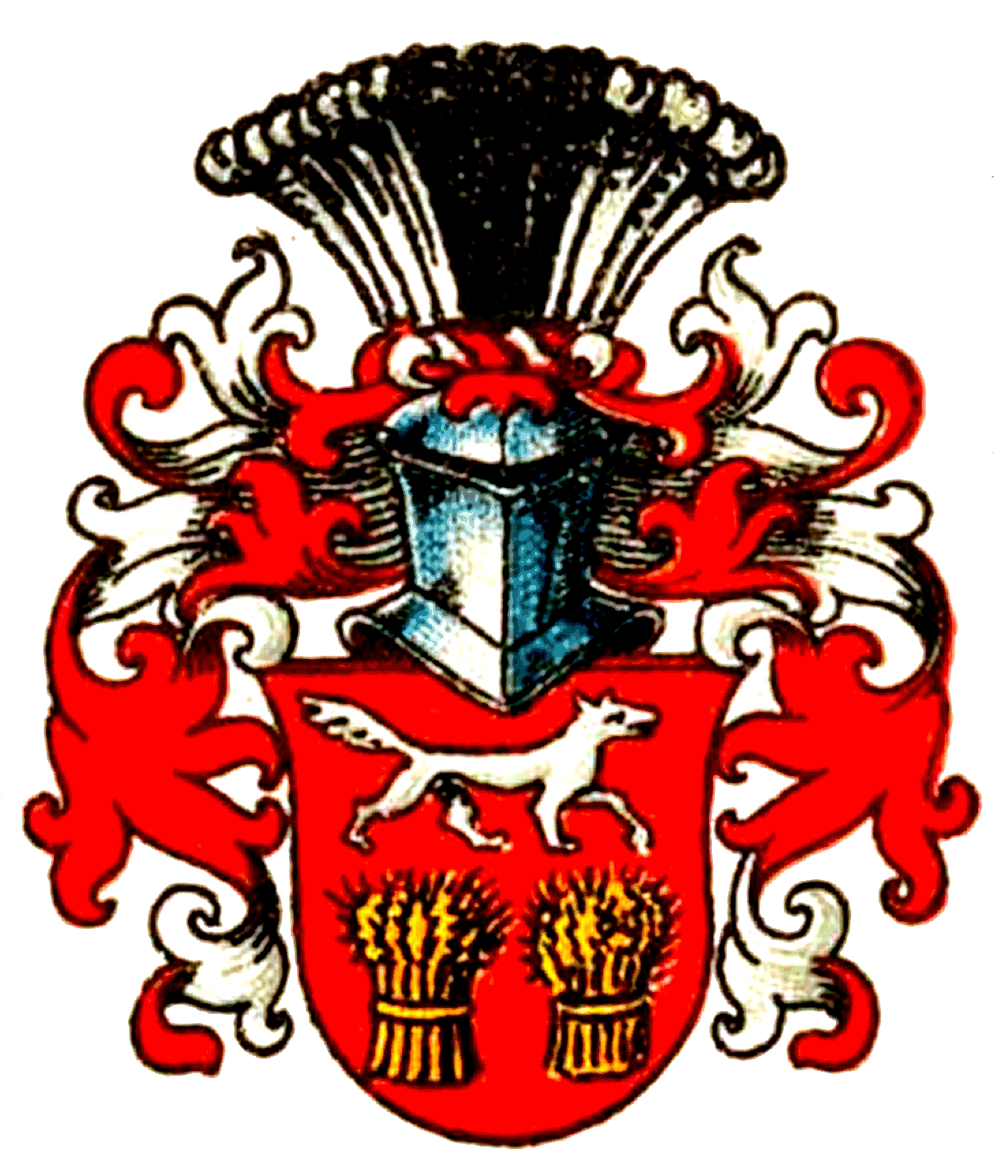
Wappen derer von Bartensleben

Die Familie von Bartensleben war ein deutsches Adelsgeschlecht, das ab dem 13. Jahrhundert bis 1742 die Gegend um die Wolfsburg mit dem Gebiet des Vorsfelder Werders und dem Flecken Vorsfelde beherrschte. Sie lässt sich bis ins 12. Jahrhundert nachweisen und stammt von der Wasserburg Bartensleben im Dorf Bartensleben. Das Geschlecht erlosch 1742 im Mannesstamm durch den Tod des letzten männlichen Vertreters.

## Herkunft
Als namensgebender Ort und Stammsitz des Geschlechtes dürfte die östlich von Helmstedt im Landkreis Börde gelegene, frühere Wasserburg Bartensleben in Groß Bartensleben in Frage kommen. Erste Erwähnung der Familie mit Hermann von Bartensleben, Sohn des Ludolph von Peine, im Jahre 1188 in einer Schenkungsurkunde des Grafen von Woldenberg (Herrmannus Miles dictus de Bartensleve filius Lundolfi). Als Stammvater derer von Peine gilt Berthold von Peine, der 1130 in einer Urkunde des späteren Kaisers Lothar III. als Zeuge erscheint. Dessen Sohn Ludolf wird 1154 in einer Urkunde Heinrichs des Löwen erwähnt. Zu den Nachfahren der Herren von Peine gehört auch Gunzelin von Wolfenbüttel, der um 1220 die Ansiedlung nahe der Burg Peine (die heutige Stadt) gründete.
1212 wird ein Dominus Herbertus de Bardesleve als Zeuge in einer Urkunde des Grafen von Dannenberg genannt. Im heutigen Wolfsburger Raum traten die von Bartensleben erstmals 1288 durch Günther von Bartensleben auf, der in Vorsfelde urkundlich als Burgmann genannt wird.

## Aufstieg und Herrschaft
Als Ministeriale und somit dem niederen Adel zugehörig, erhielt die Familie ab dem 13. Jahrhundert von verschiedenen Landesherren Lehen zur Verwaltung und kam so in den Stand der ritterbürtigen Oberschicht. Um 1300 errichteten sie die Wolfsburg. Das Geschlecht prägte die Region über Jahrhunderte.
1389 erhielten die Brüder Werner, Busso und Günzel von Bartensleben vom Braunschweiger Herzog Friedrich den Flecken Vorsfelde samt dem Vorsfelder Werder als Lehen, wo sie die (heute nicht mehr lokalisierbare) Burg Altes Haus in Vorsfelde erbauten. Ferner gehörte ihnen die später wüst gefallene Turmhügelburg Rothehof im heutigen Wolfsburger Stadtwald. Die Rothehofer Linie betrieb dort wahrscheinlich auch einen Wirtschaftshof (Vorwerk), den Rothehof. Er wird 1304 als „adelicher freier landtagsfähiger Hof“ urkundlich erwähnt. Bereits 1463 verkaufte der Ritter Huner von Bartensleben den Hof seinen Vettern auf der Wolfsburg. 1532 war die Rothehofer Linie, die auch auf Burg Neuhaus saß, erloschen.
Das Herrschaftsgebiet der Herren von Bartensleben lag in einem Dreiländereck zwischen den Gebieten des Markgrafen von Brandenburg, dem Braunschweiger Herzog und dem Erzbischof von Magdeburg. Durch geschickte Hingabe an diese Lehnsherren und Neutralität im Kriegsfall schufen sie sich einen kompakten Machtbereich rund um die Wolfsburg. Dazu gehörte auch als Pfandbesitz die Burg Calvörde in Calvörde.
Die Burg Neuhaus bei Wolfsburg wurde 1372 durch den Braunschweiger Herzog Magnus den Jüngeren mit Hilfe der Stadt Braunschweig als Gegenburg zur Wolfsburg und zum Alten Haus in Vorsfelde errichtet. Anlass war ein Treuebruch der von Bartensleben, seinen Lehnsleuten, indem sie einen Lehnsvertrag mit einem östlichen Landesherren eingingen. Während des Lüneburger Erbfolgekrieges (1370–1388) erklärte der Herzog Magnus der Jüngere denen von Bartensleben den Krieg und schickte eine starke Besatzung auf die Burg Neuhaus. Am 24. Juni 1372 kam es zu einer offenen Feldschlacht bei Heßlingen zwischen Truppen der Braunschweiger und den Bartensleben'schen Einheiten der Wolfsburg, die unentschieden endete. 1374 beendete ein Sonderfrieden die kriegerischen Auseinandersetzungen in der Region. 1423 kam die Burg Neuhaus an die Rothehofer Linie des Geschlechts derer von Bartensleben. Sie firmierten unter dem Namen Bartensleben zum Newenhauß. 1464 kam es zu erneuten Kriegshandlungen gegen die Burg, als Herzog Otto von Lüneburg einen Rachefeldzug gegen den Braunschweiger Herzog Heinrich II., den Friedfertigen, unternahm. Burg Neuhaus ebenso wie die Wolfsburg widerstanden den Angriffen; die Vorsfelder Burg Altes Haus wurde dabei restlos zerstört. Nach einer Belagerung von 1552 wurde die Burg Neuhaus herzoglich braunschweigisches Amtshaus.

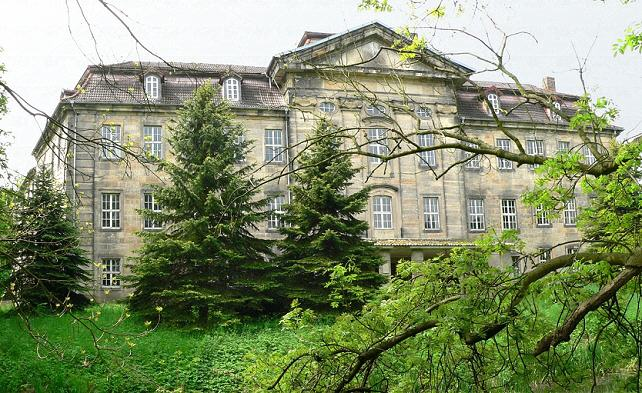
Schloss Bartensleben (mit dem um 1750 auf den Grundmauern der früheren Wasserburg errichteten Veltheim'schen Schloss)
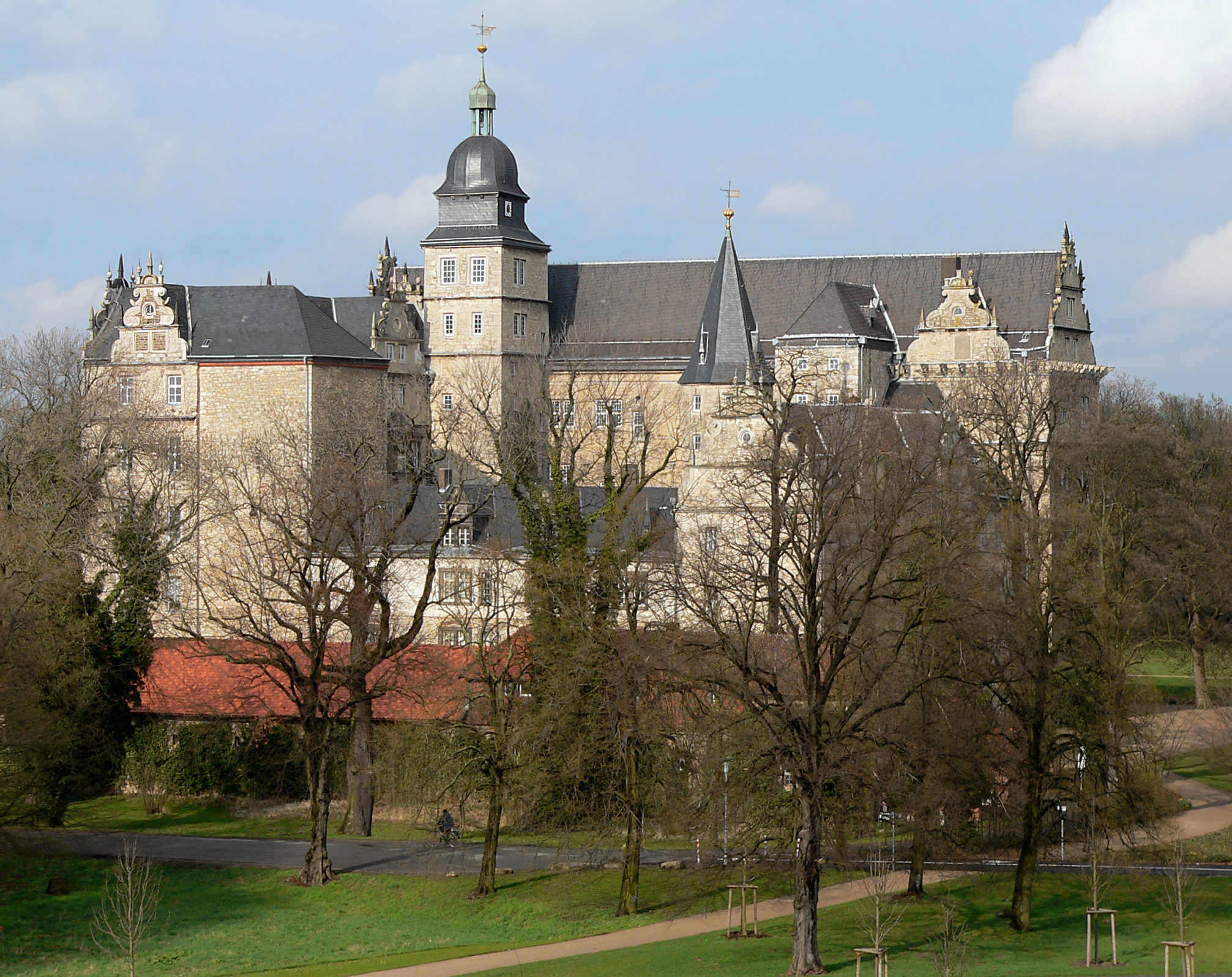
Wolfsburg
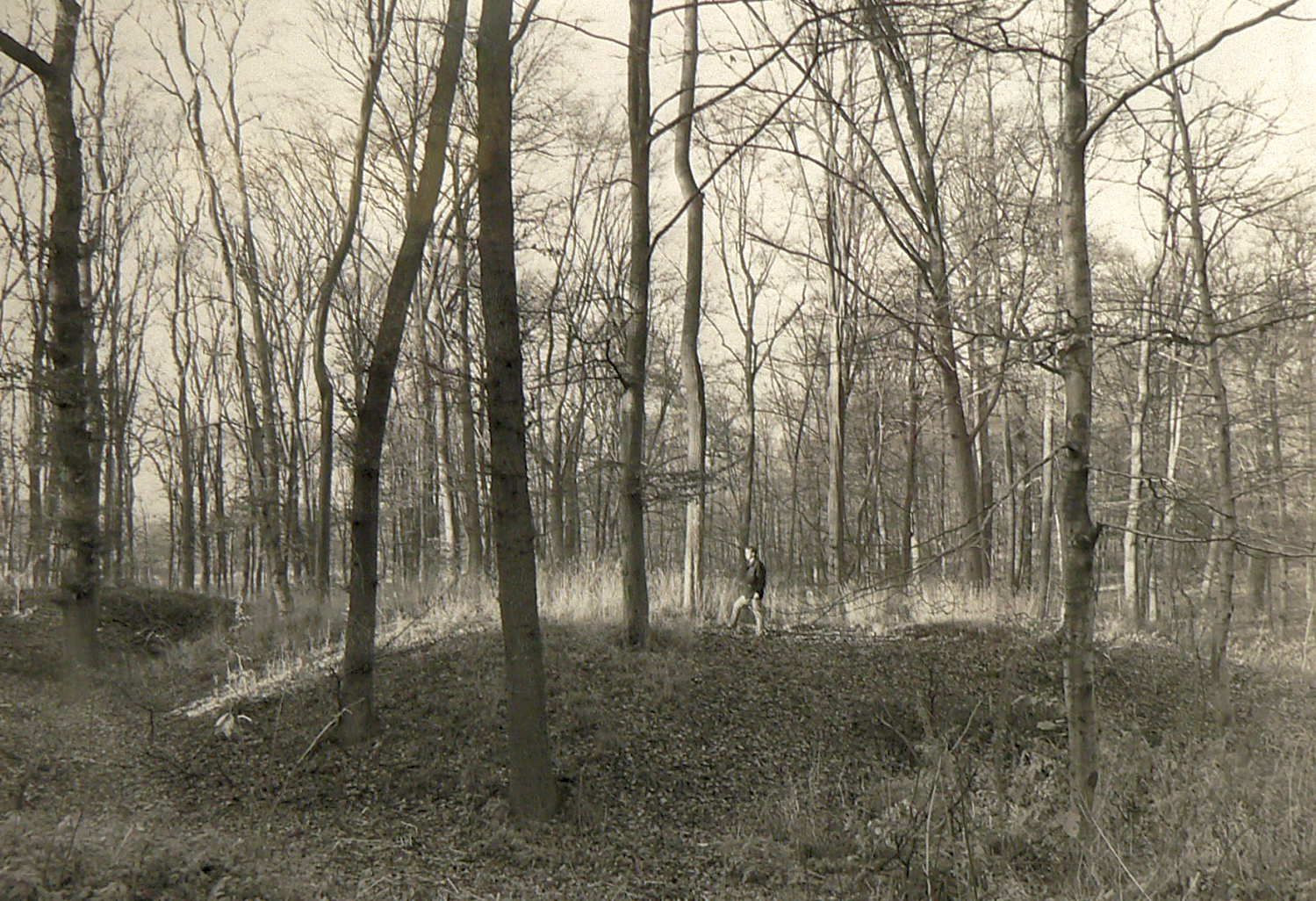
Burghügel der Burg Rothehof im Wolfsburger Stadtwald
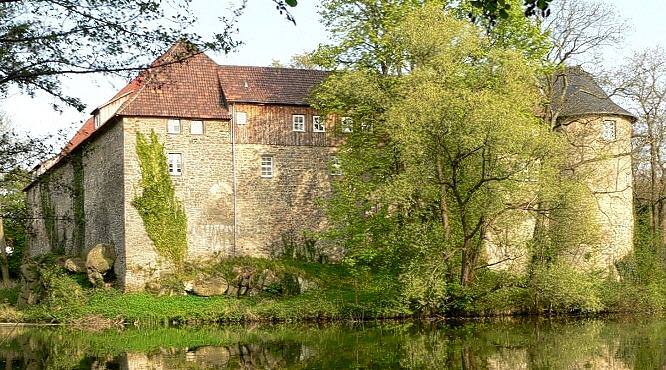
Burg Neuhaus (Wolfsburg)
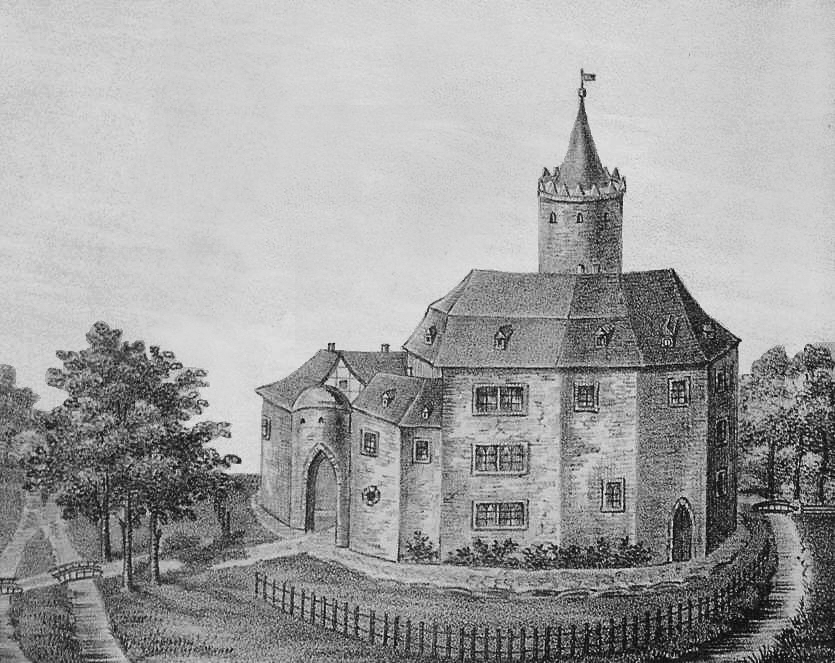
Burg Calvörde

Die von Bartensleben gehörten im 14. und 15. Jahrhundert, zusammen mit den Alvensleben, Bismarck, Jagow, von dem Knesebeck, Platen, Schenck (von Flechtingen und Dönstedt) sowie von der Schulenburg zu den acht schlossgesessenen Geschlechtern der Altmark, die unmittelbar dem Landeshauptmann unterstanden und vom Kaiser und den Markgrafen als zum Heeresstande gehörend das Prädikat Edle bekamen.

## Bedeutende Vertreter

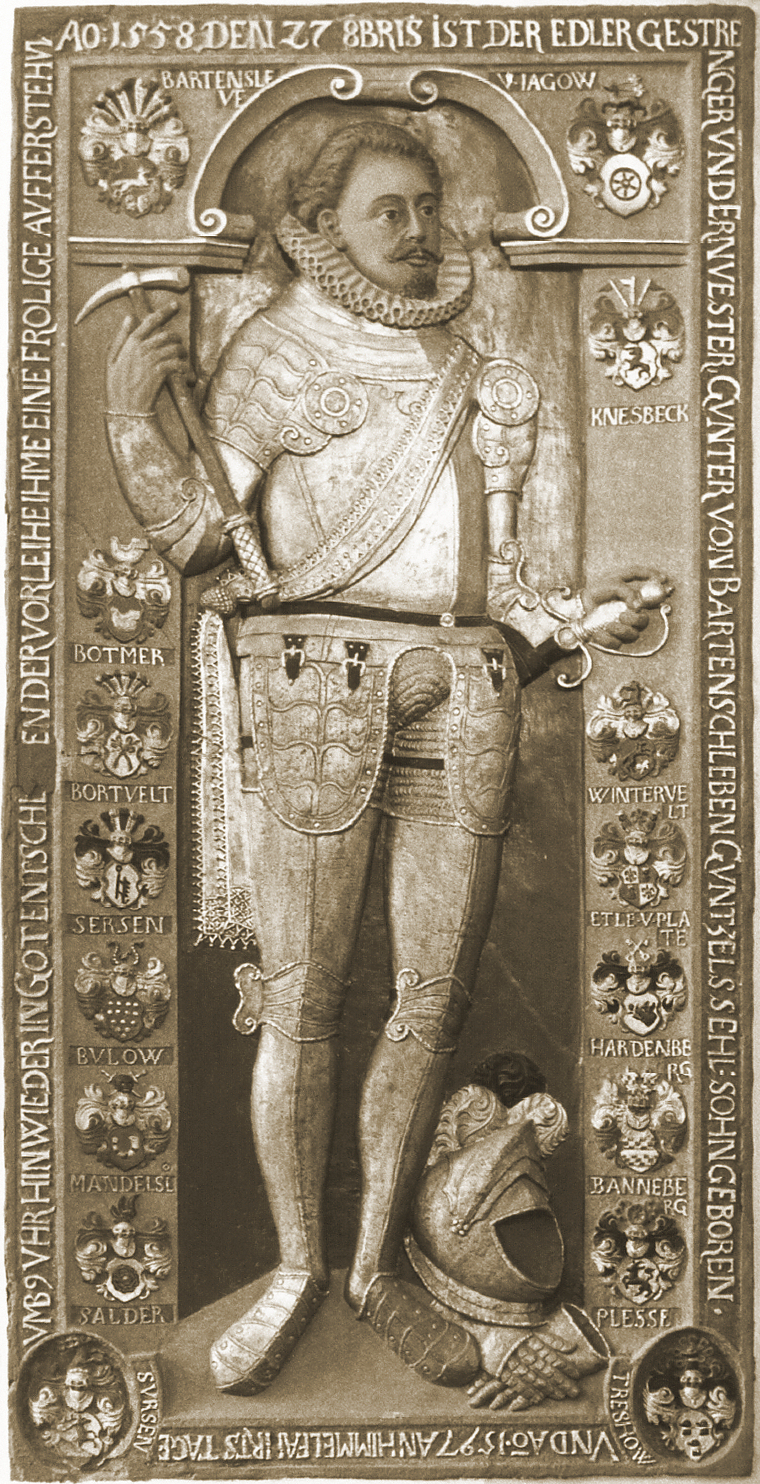
Günther von Bartensleben (1558–1597) als Steinrelief in der Vorsfelder St.-Petrus-Kirche

Nur wenige Mitglieder derer von Bartensleben traten hervor, viele waren mit der Verwaltung ihrer weitläufigen Lehnsbesitzungen zu sehr beschäftigt. Zunächst kam den Brüdern Burchard, Günzel, Günther und Werner eine gewisse Bedeutung zu, da sie um 1300 mit dem Bau der Wolfsburg begannen.
Der bedeutendste Vertreter jedoch war Hans von Bartensleben (1512–1583), genannt Hans der Reiche. Er begann mit dem Umbau der Wolfsburg von der Burg zum Schloss, trat während der Reformation für Glaubenstoleranz ein und stiftete sein Vermögen den Armen.
Erwähnenswert sind auch sein Vetter Jacob von Bartensleben sowie dessen Söhne Günzel und Günther, die sein Werk als Schlossbauherren fortsetzten. Günther (1558–1597) und seine Ehefrau Sophie von Veltheim (1574–1613) ließen den Südflügel des Schlosses mit dem Ritterhaus errichten. Vom Ehepaar gibt es ein kunstvolles Steinrelief in der Vorsfelder St.-Petrus-Kirche.

## Reformationszeit
Die von Bartensleben taten sich, wenn auch spät, durch ihre Glaubenstoleranz hervor. Im Jahr des Augsburger Religionsfriedens 1555, 38 Jahre nach Reformationsbeginn durch Luthers Thesen-Verkündigung von 1517, schlossen die Familienmitglieder einen „Toleranzvertrag“. Er sicherte den Anhängern der alten, katholischen und der neuen, evangelischen Konfession die ungehinderte Religionsausübung zu. Er galt auch für das Gesinde und die Untertanen. Laut Vertrag wurden Kirchennutzung und Kirchenvermögen geteilt. Als letzter derer von Bartensleben trat Hans der Reiche 1580 zum protestantischen Glauben über.

## Erlöschen des Geschlechts

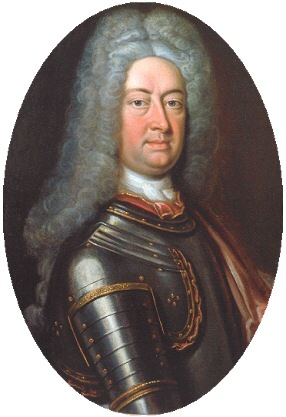
Der letzte männliche Vertreter derer von Bartensleben, Gebhard Werner, (1675–1742)

Mit dem Tod von Schatzrat Gebhard Werner von Bartensleben 1742 erlosch das Geschlecht derer von Bartensleben im Mannesstamme. Wegen seines schlechten Gesundheitszustandes hatte sich das Herzogtum ab 1739 im Geheimen auf eine schnelle Übernahme des Lehens vorbereitet. Es ließ sich von Spionen, darunter auch Ärzte, über Gebhard Werners Gesundheitszustand berichten. Ende 1741 begab sich Gebhard Werner von Bartensleben in die damalige Residenzstadt des Kurfürstentums Hannover nach Hannover, um sich durch vertrauenswürdige Ärzte kurieren zu lassen. Er quartierte sich in der London-Schenke ein, wo er am 6. Januar 1742 verstarb.
Mit seiner Ehefrau Elisabeth von Bodenhausen hatte er sieben Kinder. Die drei Söhne starben als Heranwachsende innerhalb von zwei Jahren an den Pocken, die Töchter bis auf eine ebenso. Alleinerbin war die Tochter Anna Adelheid Catharina. Durch ihre Ehe mit dem preußischen Generalleutnant Adolf Friedrich von der Schulenburg (1685–1741, gefallen vor dem Tod seines vererbenden Schwiegervaters) gingen die Bartenslebischen Güter und vor allem die Wolfsburg 1746/47 auf die bedeutende adlige Familie von der Schulenburg über. Das bartenslebische Lehen über den Vorsfelder Werder erlitt nach 353 Jahren den Heimfall an den Herzog von Braunschweig und Wolfenbüttel als Landesherren, der daraus das Amt Vorsfelde bildete. Aus den 15 gemeinsamen Kindern entwickelte sich der Wolfsburger Familienzweig derer von der Schulenburg.

## Wappen
Das Wappen zeigt in Rot einen über zwei goldene Getreidegarben links- (auch rechts-) springenden silbernen (oder natürlichen) Wolf. Auf dem Helm mit rot-silbernen (auch rot-goldenen) Helmdecken drei oder neun Straußenfedern, meist je drei in Silber, Schwarz und Silber, die schwarzen auch als Reiherfedern.
Das Wappen lässt sich bis 1188 zurückverfolgen, als die Familie noch als niedere Ministeriale im Dorf Bartensleben saßen. Später benannten sie die von ihnen erbaute Wolfsburg nach ihrem Wappentier. Nach der Wolfsburg wurde wiederum die 1938 hier entstandene Großstadt Wolfsburg benannt, die jedoch im Dritten Reich Stadt des KdF-Wagens hieß; lange befand sich das Stadtwappen mit dem Wolf auf jedem Volkswagen-Steuerrad. Gleiche oder sehr ähnliche Wappen führten die (vermutlich stammesverwandten) Familien der Herren von Wolfenbüttel und Grafen von Peine. Auch die Herren von der Asseburg, von Apenburg und von Berwinkel (oder Bärwinkel) sowie die von Winterfeld, deren Abstammung ebenfalls – teilweise urkundlich erwiesen – auf die von Wolfenbüttel und Peine zurückgeführt wird, gehören dieser Wappen- und vermutlich auch Stammesgemeinschaft an.

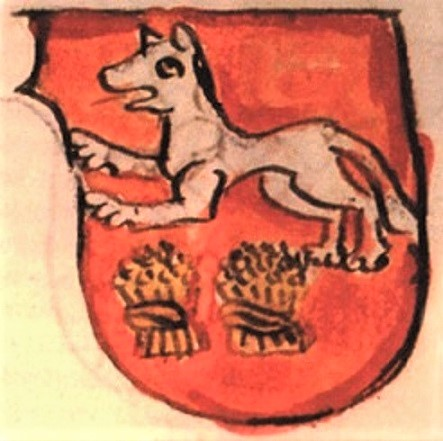
Erste farbige Wappendarstellung um 1514
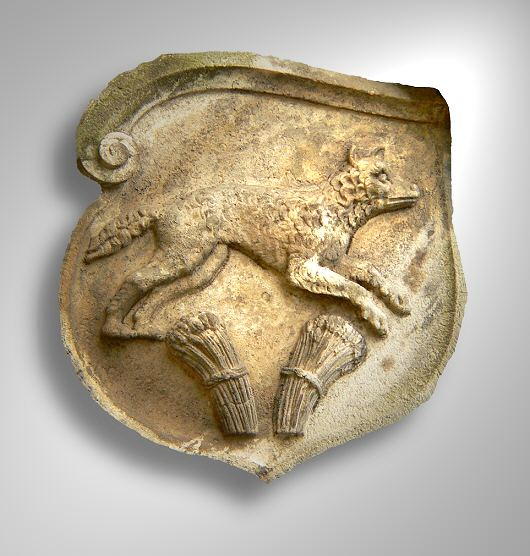
Wappen an Schloss Wolfsburg
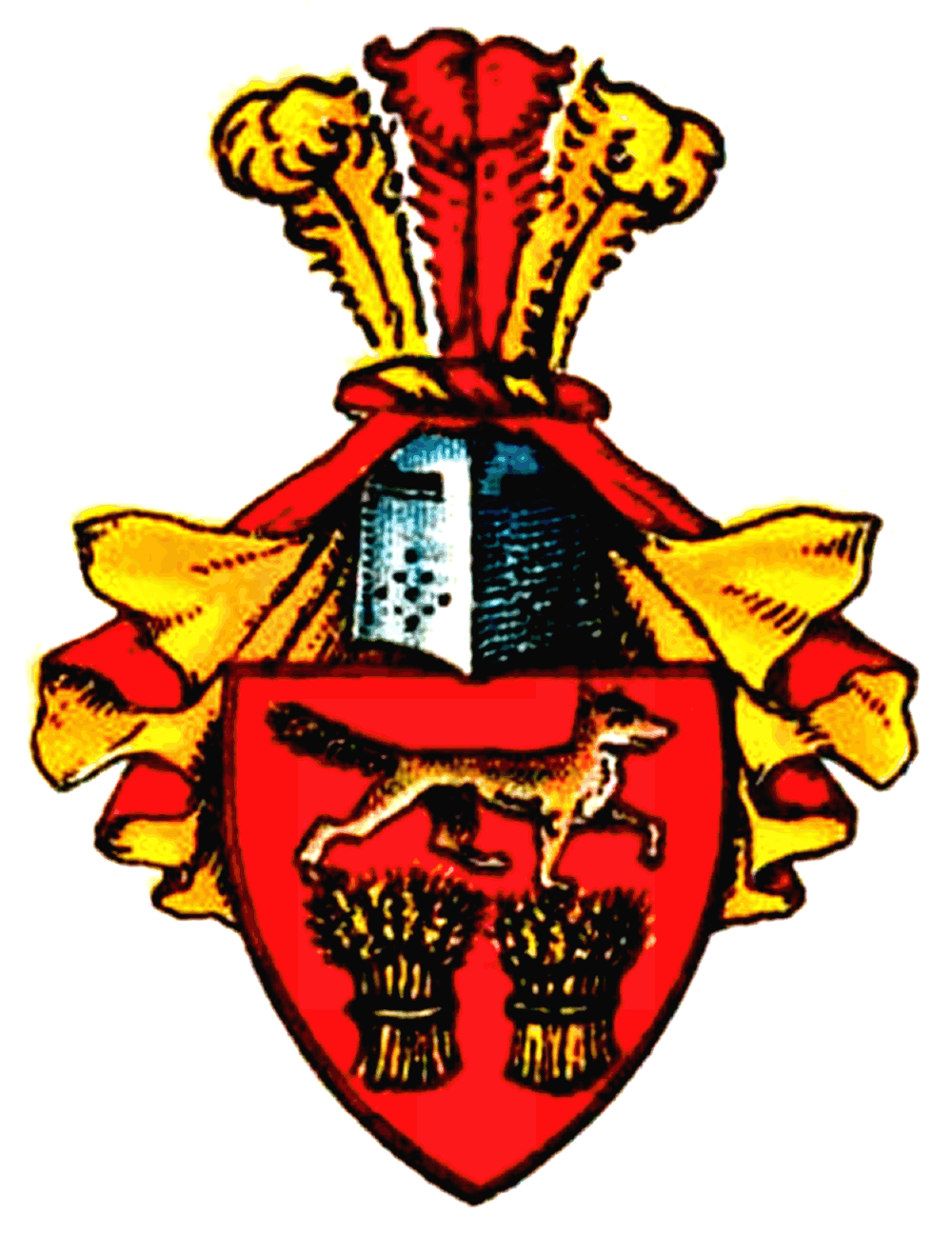
Wappen aus der großen Markensammlung Hildebrandt
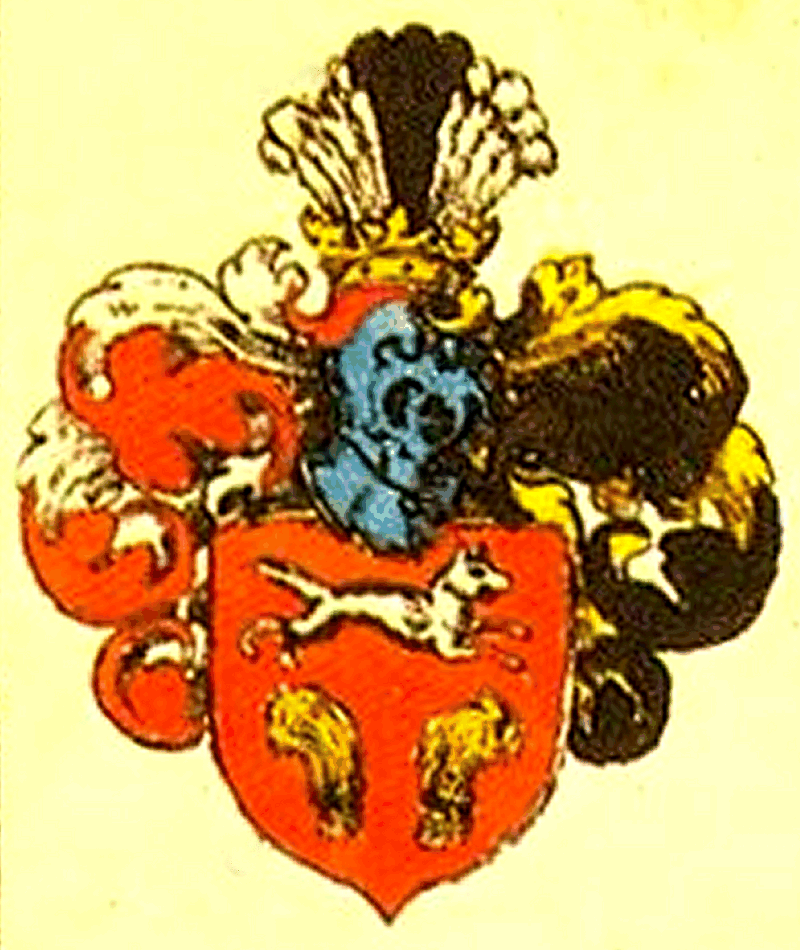
Wappen in Siebmachers Wappenbuch von 1605
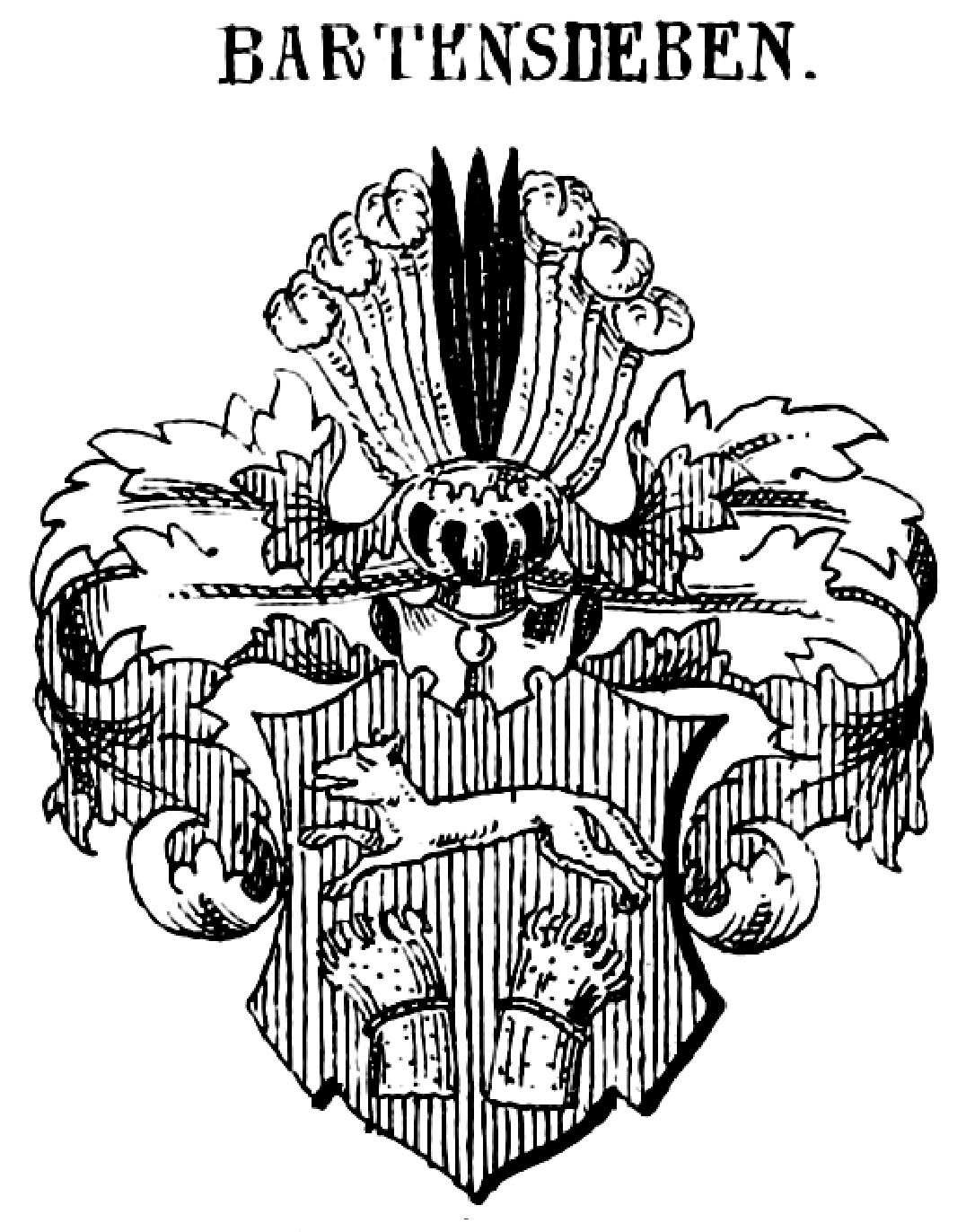
Wappen derer von Bartensleben

## Begräbnisstätten

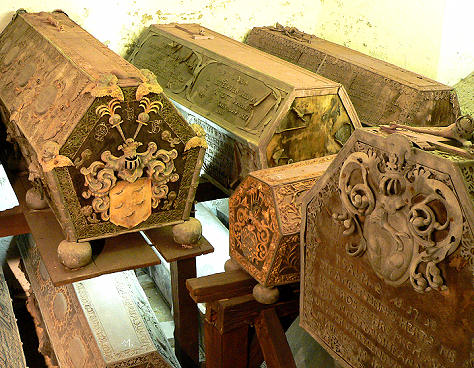
Familiengruft der Vorsfelder St.-Petrus-Kirche zwischen 1658 und 1695

Die Herren von Bartensleben nutzten seit dem 14. Jahrhundert als Grablege eine Kapelle im Kloster Mariental bei Helmstedt, unweit ihres Herkunftsortes Bartensleben. Später bestatteten sie ihre Familienangehörigen in der Kirche St. Marien im heutigen Alt-Wolfsburg unmittelbar neben der Wolfsburg. Heute stehen in der Gruft neun Särge aus der Zeit zwischen 1689 und 1742, darunter auch der des letzten männlichen Vertreters, Gebhard Werner von Bartensleben. Die Ruhestätte beherbergt auch noch 13 weitere Särge Schulenburger Familienmitglieder, spätere Schlossherren. Die Vorsfelder St.-Petrus-Kirche wurde 1475 Patronatskirche derer von Bartensleben. Im Boden des Kirchenschiffs sind im 16. Jahrhundert acht ihrer Angehörigen bestattet worden, darunter auch Hans der Reiche. Nach dem Bau einer Familiengruft ruhen dort 14 ihrer im 17. Jahrhundert verstorbenen Familienmitglieder (darunter drei Kinder) in prunkvoll verzierten Holz-Särgen. Viele verstarben an den Pocken.

## Weitere Familienmitglieder
- Günther von Bartensleben (1405–1453), Schlossherr auf der Wolfsburg und gemeinsam mit seinem Bruder Günzel und ihrem Vater Stifter der Marienkapelle in Alt-Wolfsburg